# Leichtathletik-Weltmeisterschaften 2019/Teilnehmer (Bosnien und Herzegowina)
| Gelbes Symbol für Goldmedaillen mit stilisierten Olympischen Ringen | Graues Symbol für Silbermedaillen mit stilisierten Olympischen Ringen | Braundes Symbol für Bronzemedaillen mit stilisierten Olympischen Ringen |
| ------------------------------------------------------------------- | --------------------------------------------------------------------- | ----------------------------------------------------------------------- |
| —                                                                   | 1                                                                     | —                                                                       |

Der Leichtathletikverband von Bosnien und Herzegowina will an den Leichtathletik-Weltmeisterschaften 2019 in Doha teilnehmen. Drei Athleten wurden vom bosnisch-herzegowinischen Verband nominiert.

## Ergebnisse

### Männer

#### Laufdisziplinen
| Athlet    | Disziplin | Vorlauf     | Vorlauf | Halbfinale  | Halbfinale | Finale         | Finale |
| Athlet    | Disziplin | Zeit        | Platz   | Zeit        | Platz      | Zeit           | Platz  |
| --------- | --------- | ----------- | ------- | ----------- | ---------- | -------------- | ------ |
| Amel Tuka | 800 m     | 1:45,62 min | 6       | 1:45,63 min | 11         | 1:43,47 min SB | 2      |

#### Sprung/Wurf
| Athlet      | Disziplin   | Qualifikation | Qualifikation | Finale     | Finale |
| Athlet      | Disziplin   | Weite/Höhe    | Platz         | Weite/Höhe | Platz  |
| ----------- | ----------- | ------------- | ------------- | ---------- | ------ |
| Kemal Mešić | Kugelstoßen | 19,49 m       | 33            | DNQ        | DNQ    |
| Mesud Pezer | Kugelstoßen | 20,17 m       | 20            | DNQ        | DNQ    |